# Marek Lemsalu
Marek Lemsalu (Pärnu, 24 novembre 1972) è un ex calciatore estone, di ruolo difensore. È padre della cantante Liis Lemsalu.

## Carriera

### Club
Lemsalu cominciò la carriera con la maglia dello Sport Tallinn, per poi passare al MEK Pärnu. Nel 2002 si trasferì al Flora Tallinn, che nel 1996 lo prestò ai tedeschi del Magonza. Tornò poi al Flora e fu ceduto, con la stessa formula, al Kuressaare.
Nel 1999 fu acquistato a titolo definitivo dai norvegesi dello Strømsgodset. Esordì nella Tippeligaen l'8 agosto dello stesso anno, nella sconfitta per 0-2 contro il Molde. Nel 2000 tornò in patria, per militare nelle file del Tulevik Viljandi.
Nel 2001 fece ritorno in Norvegia, per giocare nello Start, in 1. divisjon. Debuttò con la nuova casacca il 22 aprile, nel pareggio per 1-1 sul campo dello HamKam. L'anno seguente diventò un calciatore del Bryne, per cui disputò il primo incontro in data 14 aprile 2002, nella sconfitta per 0-1 contro il Lyn Oslo. Nel 2006 tornò in Estonia, dove chiuse la carriera due anni più tardi, vestendo la maglia del Levadia Tallinn.

### Nazionale
Lemsalu conta 86 presenze e 3 reti per l'Estonia.

## Palmarès

### Club
- Campionato estone: 5

Flora Tallinn: 1993-1994, 1994-1995
Levadia Tallinn: 2006, 2007, 2008
- Coppa d'Estonia: 2

Flora Tallinn: 1994-1995
Levadia Tallinn: 2006-2007

### Individuale
- Calciatore estone dell'anno: 1

1996